# Amilly (Loiret)
Amilly ist eine französische Gemeinde mit 13.432 Einwohnern (Stand: 1. Januar 2022) im Département Loiret in der Region Centre-Val de Loire. Sie gehört zum Arrondissement Montargis und zum Kanton Châlette-sur-Loing. Die Bewohner werden Amillois und Amilloises genannt.
Die Gemeinde erhielt 2022 die Auszeichnung „Drei Blumen“, die vom Conseil national des villes et villages fleuris (CNVVF) im Rahmen des jährlichen Wettbewerbs der blumengeschmückten Städte und Dörfer verliehen wird.

## Geographie
Die Gemeinde liegt südwestlich von Montargis. Sie wird weiter umgeben von Châlette-sur-Loing im Nordwesten, Paucourt im Norden, La Chapelle-Saint-Sépulcre im Nordosten, La Selle-en-Hermoy im Osten, Saint-Germain-des-Prés im Südosten, Conflans-sur-Loing im Süden, Mormant-sur-Vernisson im Südwesten und Villemandeur im Westen.
Die Stadt liegt am Fluss Loing und am Canal de Briare.

## Geschichte
Seit dem 4. Jahrhundert ist hier die gallorömische Siedlung Amelium bekannt. Ab dem 12. Jahrhundert gelangte die Ortschaft unter die Herrschaft der Familie Courtenay.
Im 13. Jahrhundert (1243) wurde in Amilly der erste Dominikanerkonvent etabliert.
1983 wurden bei Grabungen altertümliche Grabstellen mit unterschiedlichen Frauenskeletten entdeckt.

## Bevölkerungsentwicklung
| Jahr                       | 1962 | 1968 | 1975 | 1982 | 1990   | 1999   | 2006   | 2017   |
| Einwohner                  | 5468 | 6705 | 8373 | 9478 | 11.029 | 11.497 | 11.667 | 12.977 |
| Quellen: Cassini und INSEE |      |      |      |      |        |        |        |        |

## Sehenswürdigkeiten
- Kirche Saint-Martin aus dem 16. Jahrhundert, seit 1925 als Monument historique eingeschrieben
- Kirche Saint-Firmin im Ortsteil Saint-Firmin-des-Vignes
- Château de Varennes, Château des Bourgoins, Château de La Ferté, Château de la Pailleterie
- Mühle vom Bardin, erbaut in der zweiten Hälfte des 19. Jahrhunderts, seit 1991 in Teilen als Monument historique eingeschrieben

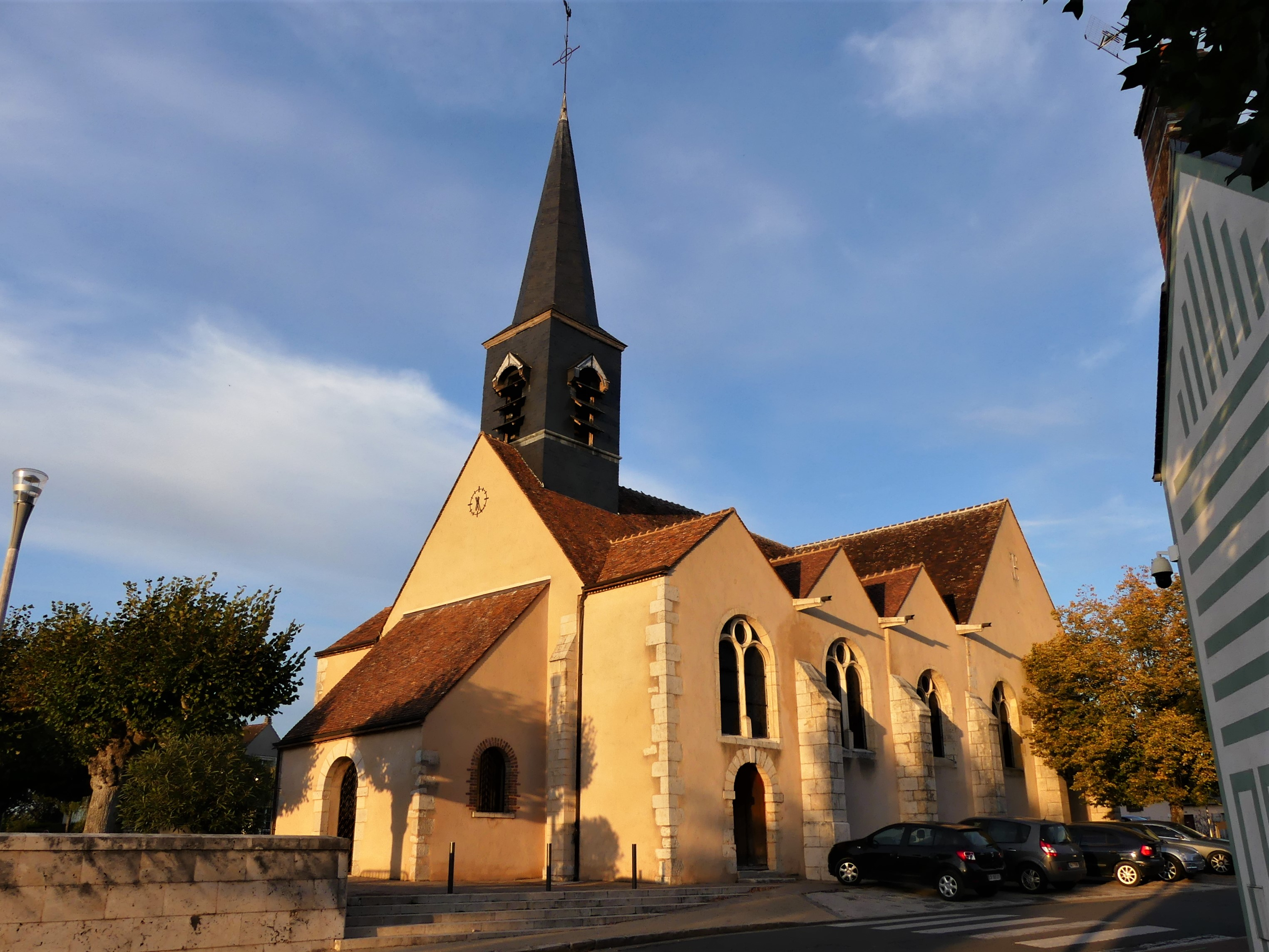
Kirche Saint-Martin
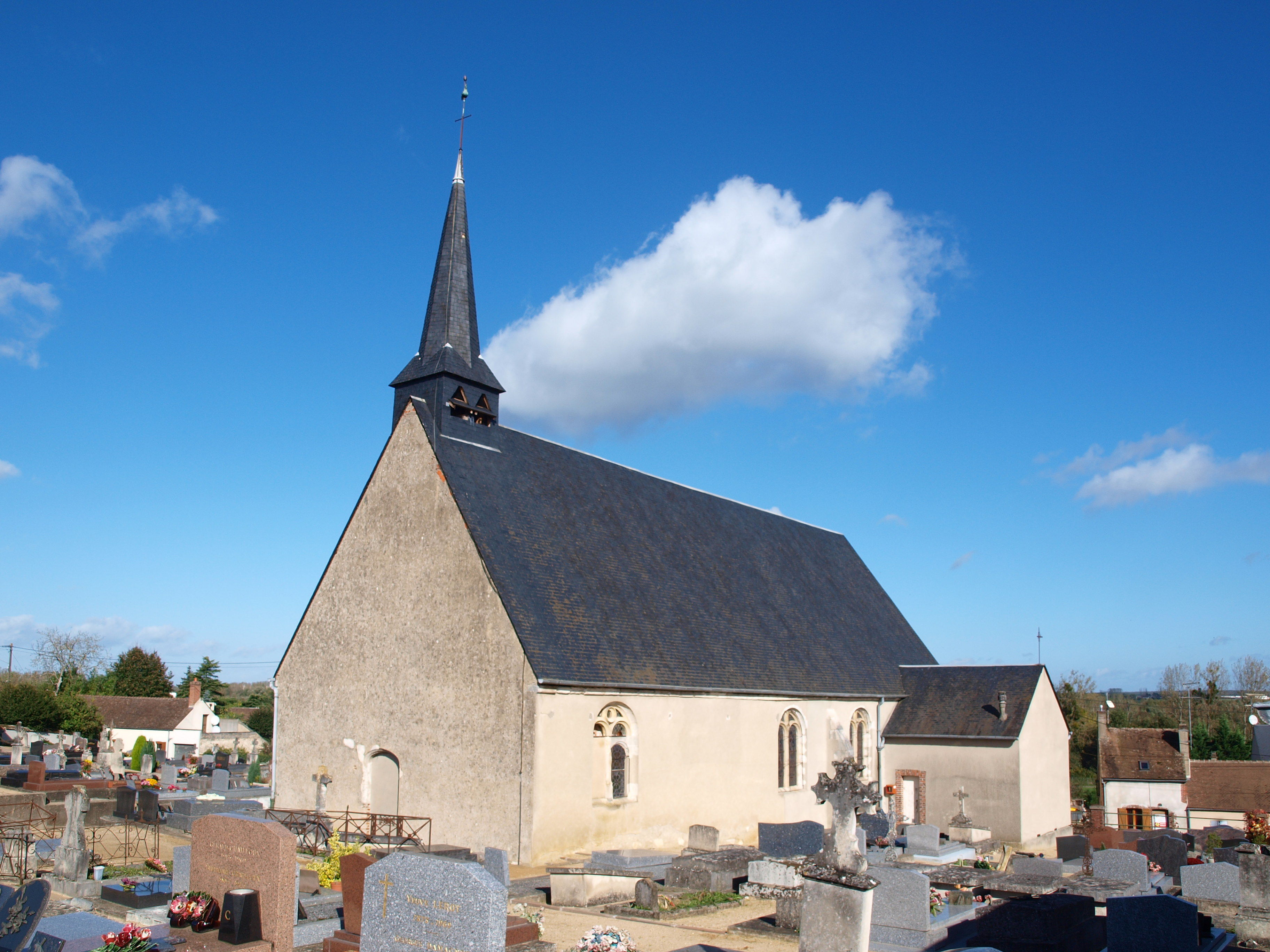
Kirche Saint-Firmin
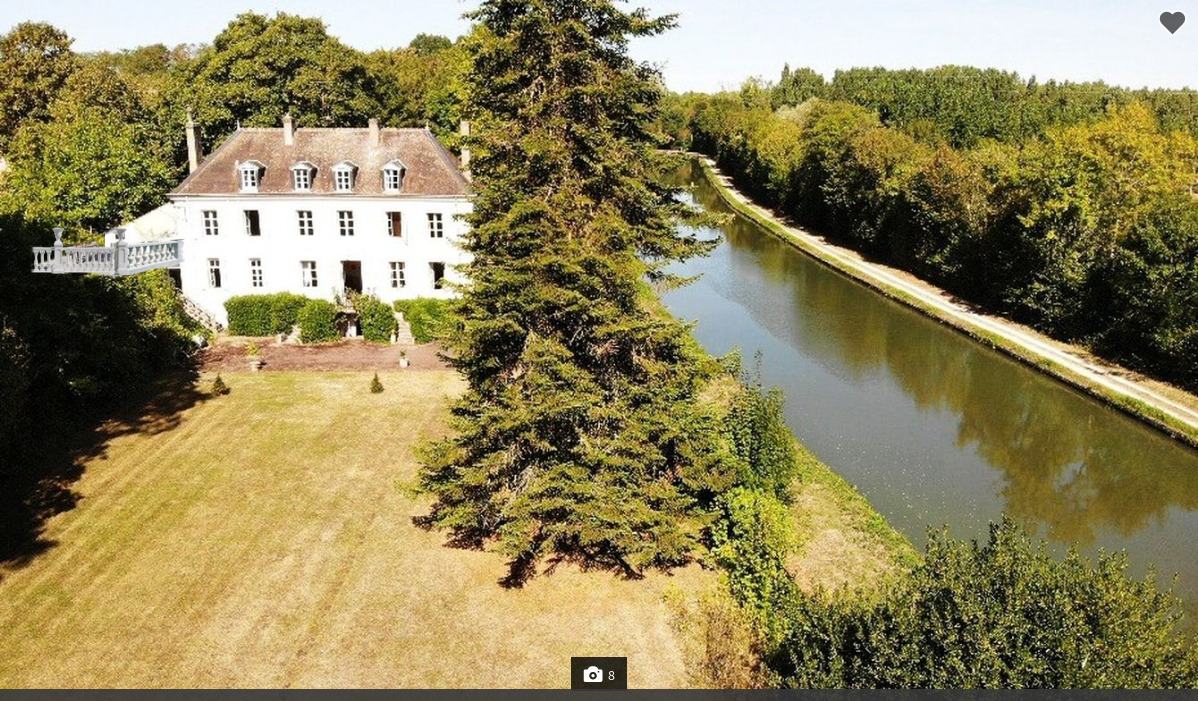
Château de La Ferté
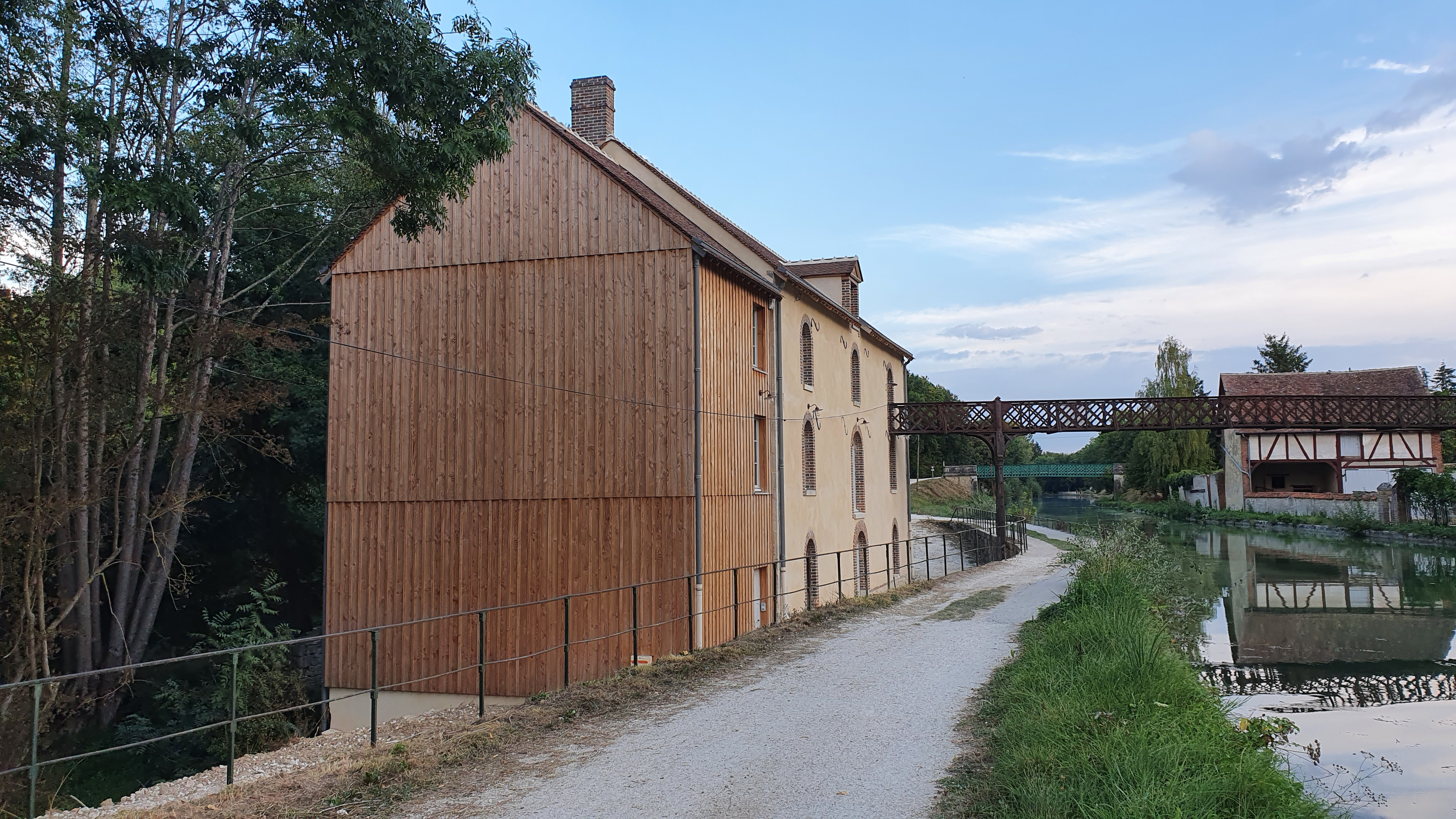
Mühle vom Bardine

## Gemeindepartnerschaften
- Nordwalde, Nordrhein-Westfalen, Deutschland, seit 1977
- Calcinaia, Italien, seit 2010

Partnerschaftliche Verbindungen bestehen seit 2002 ferner zur Gemeinde San Vicente in Ecuador.
2020 wurde die Gemeinde mit dem Europapreis des Europarates für ihre herausragenden Bemühungen um die Europäische Integration ausgezeichnet.

## Persönlichkeiten
- Anne-Louis Girodet-Trioson (1767–1824), französischer Historien- und Porträtmaler
- François Béranger (1937–2003), französischer Sänger und Komponist, geboren in Amilly
- François Bonneau (* 1953), französischer Politiker, Mitglied der Parti socialiste, u. a. Präsident des Regionalrats der Region, geboren in Amilly
- Pauletta Foppa (* 2000), französische Handballspielerin, Mitglied im Nationalteam, geboren in Amilly
- Madiou Keïta (* 2004), guineisch-französischer Fußballspieler, geboren in Amilly